# Opcochina carli
Opcochina carli is een hooiwagen uit de familie Trionyxellidae.